# Siles
Siles è un comune spagnolo di 2 471 abitanti situato nella comunità autonoma dell'Andalusia.
diede i natali all'arcivescovo e politico Juan Ortega y Montañés.

## Geografia fisica
Il comune è attraversato dal Guadalimar.